# Агульяно
Агульяно, Аґульяно (італ. Agugliano) — муніципалітет в Італії, у регіоні Марке,  провінція Анкона.
Агульяно розташоване на відстані близько 200 км на північ від Рима, 13 км на південний захід від Анкони.
Населення — 4916 осіб (2014).
Щорічний фестиваль відбувається 22 січня. Покровитель — святий Анастасій.

## Демографія
Населення за роками:

Станом на 1 січня 2023 року в муніципалітеті офіційно проживало 212 іноземців з 37 країн, серед них 62 громадяни країн Євросоюзу та 9 громадян України.

## Сусідні муніципалітети
- Анкона
- Камерата-Пічена
- Єзі
- Польвериджі